# Боломбой, Джоэль
Джоэль Боломбой (укр. Джоель Боломбой; род. 28 января 1994, Донецк) — украинский и российский баскетболист, выступающий за сербский клуб «Црвена звезда». В 2016 году был выбран на драфте НБА клубом «Юта Джаз» во втором раунде под 52-м номером. На студенческом уровне выступал за баскетбольную команду Университета Вебер Стэйт «Вебер Стэйт Уайлдкэтс», играя в которой он в 2016 году становился игроком года конференции Big Sky и лучшим оборонительным игроком конференции в 2014 и 2016 годах. В 2019 году дебютировал за сборную России

## Ранние годы
Боломбой родился в Донецке (Украина). Его отец, Джозеф, был конголезцем, а мать, Татьяна, — русская. Ещё в детстве, когда мальчику было четыре года, Джоэль переехал в США и учился в старшей школе Келлер Централ в Форт-Уорте (штат Техас). По окончании школы он решил поступить в Университет Вебер Стэйт, хотя получил приглашение и от более крупных учебных заведений, таких как Клемсон, Оберн и Флорида Стэйт. За время выступления за студенческую баскетбольную команду Боломбой стал лидером не только учебного заведения по количеству набранных подборов, но и лидером конференции Big Sky. В своём последнем сезоне за «Уайлдкэтс» он показал себя не только как хороший игрок на подборе, но и в атаке, набирая в среднем за игру 17,9 очка. И по окончании сезона он был включён в первую сборную всех звёзд конференции Big Sky, а также назван игроком года и лучшим оборонительным игроком конференции.

## Клубная карьера
Боломбой был выбран на драфте НБА 2016 года во втором раунде под общим 52 номером клубом «Юта Джаз». 19 августа он подписал контракт со своей новой командой. Дебют Джоэля в НБА состоялся 30 октября в матче против «Лос-Анджелес Клипперс». За четыре минуты на площадке игрок набрал три очка, сделал один подбор, одну передачу и один блок-шот. По ходу сезона его несколько раз переводили в фарм-клуб «Джаз» «Солт-Лейк-Сити Старз», где он за 26 матче набирал в среднем за игру 16,5 очка и делал 13,3 подбора.
16 октября 2017 года «Джаз» расторгли с баскетболистом контракт. Но уже через несколько дней, 20 октября он подписал двухсторонний контракт с «Милуоки Бакс» через их фарм-клуб «Висконсин Херд». Согласно этому договору Джоэль стал выступать как за клуб лиги развития, так и основную команду. 7 января 2018 года «Бакс» расторгли контракт, взяв на его место Ксавье Манфорда, а 10 января «Херд» подписали с ним индивидуальное соглашение.
Летом 2018 года перешел в московский ЦСКА. Покинул ЦСКА в конце февраля 2022 года через несколько дней после вторжения России на Украину. В конце апреля 2022 года заявил, что не вернётся в ЦСКА.
14 июля 2023 года Боломбой подписал однолетний контракт с сербским клубом «Црвена звезда».

## Международная карьера
Впервые вызывался в сборную Украины в 2014 году. В начале июня 2017 года вошёл в расширенный список на Евробаскет, однако не поехал.
13 ноября 2018 года президент РФ Владимир Путин подписал указ о выдаче российского гражданства Боломбою. 3 декабря Джоэль дебютировал за сборную России в матче отборочного этапа чемпионата мира 2019 года против чехов.

## Достижения
- Чемпион Евролиги: 2018/2019
- Чемпион Единой лиги ВТБ (2): 2018/2019, 2020/2021
- Обладатель Суперкубка Единой лиги ВТБ: 2021
- Чемпион России (2): 2018/2019, 2020/2021

## Статистика

### Статистика в НБА
| Сезон                                                                                    | Команда | Регулярный сезон | Регулярный сезон | Регулярный сезон | Регулярный сезон | Регулярный сезон | Регулярный сезон | Регулярный сезон | Регулярный сезон | Регулярный сезон | Регулярный сезон | Регулярный сезон | Серия плей-офф | Серия плей-офф | Серия плей-офф | Серия плей-офф | Серия плей-офф | Серия плей-офф | Серия плей-офф | Серия плей-офф | Серия плей-офф | Серия плей-офф | Серия плей-офф |
| Сезон                                                                                    | Команда | GP               | GS               | MPG              | FG%              | 3P%              | FT%              | RPG              | APG              | SPG              | BPG              | PPG              | GP             | GS             | MPG            | FG%            | 3P%            | FT%            | RPG            | APG            | SPG            | BPG            | PPG            |
| ---------------------------------------------------------------------------------------- | ------- | ---------------- | ---------------- | ---------------- | ---------------- | ---------------- | ---------------- | ---------------- | ---------------- | ---------------- | ---------------- | ---------------- | -------------- | -------------- | -------------- | -------------- | -------------- | -------------- | -------------- | -------------- | -------------- | -------------- | -------------- |
| 2016/17                                                                                  | Юта     | 12               | 0                | 4,4              | 56,3             | 25,0             | 50,0             | 1,4              | 0,2              | 0,1              | 0,2              | 1,8              | 2              | 0              | 4,5            | 66,7           | -              | -              | 1,0            | 0,0            | 0,0            | 0,5            | 2,0            |
| 2017/18                                                                                  | Милуоки | 6                | 0                | 6,3              | 50,0             | 0,0              | 50,0             | 1,7              | 0,0              | 0,3              | 0,0              | 1,5              | Не участвовал  | Не участвовал  | Не участвовал  | Не участвовал  | Не участвовал  | Не участвовал  | Не участвовал  | Не участвовал  | Не участвовал  | Не участвовал  | Не участвовал  |
|                                                                                          | Всего   | 18               | 0                | 5,0              | 54,5             | 20,0             | 50,0             | 1,5              | 0,1              | 0,2              | 0,1              | 1,7              | 2              | 0              | 4,5            | 66,7           | -              | -              | 1,0            | 0,0            | 0,0            | 0,5            | 2,0            |
| Наведите курсор мыши на аббревиатуры в заголовке таблицы, чтобы прочесть их расшифровку. |         |                  |                  |                  |                  |                  |                  |                  |                  |                  |                  |                  |                |                |                |                |                |                |                |                |                |                |                |

### Статистика в Джи-Лиге
| Сезон                                                                                    | Команда              | Регулярный сезон | Регулярный сезон | Регулярный сезон | Регулярный сезон | Регулярный сезон | Регулярный сезон | Регулярный сезон | Регулярный сезон | Регулярный сезон | Регулярный сезон | Регулярный сезон | Серия плей-офф | Серия плей-офф | Серия плей-офф | Серия плей-офф | Серия плей-офф | Серия плей-офф | Серия плей-офф | Серия плей-офф | Серия плей-офф | Серия плей-офф | Серия плей-офф |
| Сезон                                                                                    | Команда              | GP               | GS               | MPG              | FG%              | 3P%              | FT%              | RPG              | APG              | SPG              | BPG              | PPG              | GP             | GS             | MPG            | FG%            | 3P%            | FT%            | RPG            | APG            | SPG            | BPG            | PPG            |
| ---------------------------------------------------------------------------------------- | -------------------- | ---------------- | ---------------- | ---------------- | ---------------- | ---------------- | ---------------- | ---------------- | ---------------- | ---------------- | ---------------- | ---------------- | -------------- | -------------- | -------------- | -------------- | -------------- | -------------- | -------------- | -------------- | -------------- | -------------- | -------------- |
| 2016/17                                                                                  | Солт-Лейк-Сити Старз | 24               | 22               | 34,5             | 54,0             | 45,7             | 70,5             | 13,2             | 1,8              | 0,6              | 1,2              | 16,4             | Не участвовал  | Не участвовал  | Не участвовал  | Не участвовал  | Не участвовал  | Не участвовал  | Не участвовал  | Не участвовал  | Не участвовал  | Не участвовал  | Не участвовал  |
| 2017/18                                                                                  | Висконсин Херд       | 30               | 29               | 33,2             | 55,8             | 31,3             | 80,0             | 9,6              | 1,1              | 0,8              | 0,7              | 16,3             | Не участвовал  | Не участвовал  | Не участвовал  | Не участвовал  | Не участвовал  | Не участвовал  | Не участвовал  | Не участвовал  | Не участвовал  | Не участвовал  | Не участвовал  |
|                                                                                          | Всего                | 54               | 51               | 33,8             | 55,1             | 38,3             | 74,4             | 11,2             | 1,4              | 0,7              | 0,9              | 16,4             | Не участвовал  | Не участвовал  | Не участвовал  | Не участвовал  | Не участвовал  | Не участвовал  | Не участвовал  | Не участвовал  | Не участвовал  | Не участвовал  | Не участвовал  |
| Наведите курсор мыши на аббревиатуры в заголовке таблицы, чтобы прочесть их расшифровку. |                      |                  |                  |                  |                  |                  |                  |                  |                  |                  |                  |                  |                |                |                |                |                |                |                |                |                |                |                |

### Статистика в NCAA
| Сезон | Команда     | Conf    | Class | GP  | GS | MPG  | FG%  | 3P%   | FT%  | RPG  | APG | SPG | BPG | PPG  |
| --- | ----------- | ------- | ----- | --- | -- | ---- | ---- | ----- | ---- | ---- | --- | --- | --- | ---- |
| 2012/13 | Вебер Стэйт | Big Sky | FR    | 37  | 0  | 21,7 | 57,8 |       | 69,5 | 7,1  | 0,4 | 0,4 | 1,7 | 7,0  |
| 2013/14 | Вебер Стэйт | Big Sky | SO    | 30  | 28 | 30,1 | 48,8 | 100,0 | 72,9 | 11,0 | 0,6 | 0,5 | 0,8 | 8,7  |
| 2014/15 | Вебер Стэйт | Big Sky | JR    | 30  | 29 | 33,2 | 47,3 | 36,6  | 73,5 | 10,2 | 0,8 | 0,7 | 1,7 | 13,3 |
| 2015/16 | Вебер Стэйт | Big Sky | SR    | 33  | 33 | 31,5 | 57,3 | 36,4  | 69,7 | 12,6 | 1,1 | 0,7 | 1,2 | 17,1 |
| Всего | Всего       | Всего   | Всего | 130 | 90 | 28,8 | 52,8 | 37,1  | 71,3 | 10,1 | 0,7 | 0,6 | 1,4 | 11,4 |
| Наведите курсор мыши на аббревиатуры в заголовке таблицы, чтобы прочесть их расшифровку Статистика приведена с сайта sports-reference.com |             |         |       |     |    |      |      |       |      |      |     |     |     |      |